# 마쓰야마 요시유키
마쓰야마 요시유키(일본어: 松山 吉之, 1966년 7월 31일 ~ )는 일본의 전직 축구 선수로 포지션은 미드필더였으며 오이타 트리니타, 부탄 축구 국가대표팀의 사령탑을 지낸 마쓰야마 히로아키의 친형이다.

## 구단 경력
1989년 일본 사커 리그의 후루카와 전공에 입단했다. 1990년에 JSL컵 준우승. 1991년 마쓰시타 전기(감바 오사카)로 이적했다. 1996년까지 120경기에 출전하여, 15득점을 넣었다. 1997년 교토 퍼플 상가로 이적했다. 1997년후 현역 은퇴.

## 국가대표팀 경력
그는 1987년 하계 올림픽 예선에 참가할 일본 국가대표팀에 발탁되었으며, 4월 8일 인도네시아와의 경기에서 데뷔했다. 1988년 AFC 아시안컵에도 출전했다. 그는 1989년까지 국제 A매치 통산 10경기에 출전, 4득점을 넣었다. 그는 1990년 아시안 게임에 참가할 국가대표팀에도 발탁되었다.

## 통계
| 일본 | 일본 | 일본 |
| 연도 | 출전 | 득점 |
| ---- | ---- | ---- |
| 1987 | 9    | 4    |
| 1988 | 0    | 0    |
| 1989 | 1    | 0    |
| 통산 | 10   | 4    |